# Гурий (Павлов)
Епи́скоп Гу́рий (в миру Семён Па́влович Па́влов; 15 (28) апреля 1906, село Средние Кибечи, Цивильский уезд, Казанская губерния — 7 января 1996, Чувашия) — епископ греческой старостильной юрисдикции Истинно-Православная Церковь Греции (Синод Авксентия) с титулом епископ Казанский, экзарх в России, ранее деятель Катакомбной церкви.

## Биография
Родился в 1906 году православной чувашской крестьянской семье. Отец — Павел Иванович, мать — Варвара Михайловна, дедушка по отцовской линии был священником. В семье было восемь детей, трое из них умерли в младенчестве.
В 1916 году окончил церковно-приходскую школу в родном селе, затем два года учился в селе Янтиково Казанской губернии.
С детства мечтал о монашеской жизни, любил уединение и молчание. В 1920 году ушёл из дома, жил в Свято-Александровском чувашском монастыре. После его закрытия в 1923 году был послушником в нескольких монастырях — в Макарьевском, затем Раифском монастырях Казанской губернии и Богородице-Одигитриевском монастыре Уфимской губернии. Частая смена обителей носила вынужденный характер и была связана с закрытием монастырей.

### Катакомбный иеромонах
Примерно в 1927 году переехал в Уфу, где жил при Симеоновской церкви. Вскоре после этого группа православных чувашей, не признававших Заместителя Патриаршего Местоблюстителя митрополита Сергия (Страгородского), обратилась к архиепископу Андрею (Ухтомскому) с просьбой рукоположить для неё священника. Сам архиепископ Андрей находился в ссылке, но по его благословению епископ Аввакум (Боровков) в октябре 1928 году постриг послушника Семёна Павлова в монашество с именем Гурий и рукоположил во иеродиакона. Через несколько дней другой соратник владыки Андрея, епископ Вениамин (Троицкий) рукоположил его в иеромонаха, напутствуя новопоставленного священника так: «Отец Гурий! Отправляю вас как овцу к стаду, окружённому волками. Но будьте терпеливы, ибо претерпевший до конца — спасётся». Епископ Аввакум позднее подарил ему свою фотографию с надписью на обратной стороне: «На память дорогому о. Гурию, чтобы он всегда любил и жил ради воцерковления чувашей».
Был одним из соратников епископа Нектария (Трезвинского), в 1929 года служил в селе Шутнерово Казанской губернии. Принадлежал к «Союзу православной церкви» — объединении верующих отвергших Заместителя Патриаршего Местоблюстителя митрополита Сергия (Страгородского).
Летом 1929 года был арестован, но смог бежать из камеры предварительного заключения через перепиленную ночью двумя сокамерниками решётку. Некоторое время тайно служил. В 1931 году дважды арестовывался. В 1932 году вновь арестован, отправлен в чебоксарскую тюрьму, был приговорён к трём годам лишения свободы. Срок заключения отбывал в Свирьлаге, откуда бежал и вернулся в Чувашию. В течение 15 лет жил в конюшне, служил в сарае, где была устроена тайная церковь.
Создал несколько подземных церквей, в которых периодически служил. В его биографии содержится такая информация об этой стороне его деятельности:

Первая такая церковь была маленькой на 5-10 человек, а последняя — уже на 50-60 человек. Она была выкопана в селе Хурламал под домом одного из христиан, который и помогал о. Гурию строить эту церковь. Выкопанную землю они по ночам вывозили за село и сбрасывали в канаву, закрывая сверху слоем чернозёма. Церковь была глубиной 30-35 ступеней вниз. У неё были настоящие своды, то есть, она была как бы под куполом, благодаря хорошей крепкой глине. В церкви был алтарь. Много лет прослужил в этой церкви о. Гурий, но потом пришлось уйти, так как сын хозяев женился на ненадёжной девушке, которой нельзя было доверять.

В 1947 году арестован, но на следующий день бежал из окна больницы, в которой содержался под стражей. Тайно служил в городе Цивильске. В 1948 году вновь арестован, полтора года содержался в чебоксарской тюрьме, в 1949 году этапирован в лагерь, где трудился на лесоповале. За отказ от работы в церковные праздники и воскресные дни постоянно заключался в карцер. В 1956 году был освобождён по амнистии и состоянию здоровья (был болен хроническим бронхитом), вновь находился на нелегальном положении, не имел паспорта.
Тайно служил в Поволжье, окормляя катакомбные общины под видом плотника и печника (одновременно занимался и этими ремёслами).
Лично встречался с Антонием (Лобовым), Антонием (Голынским) и Геннадием (Секачём), но отверг их как неканонических иерархов.
В 1962 году приобрёл у одного из своих духовных чад небольшой дом на станции Тюрлема, в котором устроил тайную церковь, службы в которой проходили ночью. При этом, как и раньше, продолжал посещать верующих, живших в чувашских деревнях. В 1980-е годы жил в доме, принадлежавшем тайной инокине Филониле, ухаживая за ней и её сестрой (обе пожилые женщины были парализованы). В сарае при этом доме ещё в 1964 году отец Гурий устроил маленькую тайную церковь. Поминал на богослужениях первоиерархов Русской православной церкви за границей (РПЦЗ), с большим опозданием узнавая об их смене.

### Взаимоотношения с РПЦЗ
В 1988 году установил связь с Архиерейским Синодом РПЦЗ и передал просьбу катакомбных верующих о поставлении его в епископы.
В 1990 году для выезда в США получил паспорт, что вызвало неприятие наиболее радикально настроенной части его паствы. Был возведён митрополитом Виталием (Устиновым) в сан архимандрита. Однако его епископская хиротония в РПЦЗ не состоялась из-за непризнания архимандритом Гурием епископа РПЦЗ Лазаря (Журбенко), который управлял приходами зарубежников в России.
Один из современников, встречавшийся с Гурием в сентябре 1990 года в Москве, так вспоминал о нём: 

В более чем скромной комнате, служащей молельной многодетной семьи, мы увидели отца Гурия. Как и всех, кому доводилось с ним встречаться, он нас поразил нас до глубины души. Согбенный старец, маленький и хрупкий, но в то же время столь величественный, благородный, исполненный внутреннего достоинства. Даже у далёких от Церкви людей он невольно вызывал чувство благоговения. Казалось, что он не принадлежит настоящему времени, настолько всё в нём было чуждо окружающей «советской действительности». Он был словно из другого времени, как бы являясь живым свидетельством православной России, о которой мы имели лишь смутное представление как о безвозвратно «ушедшей Руси», которую так трагично потеряли наши отцы и деды.
Узнав об этой хиротонии Архиерейский Синод РПЦЗ под председательством митрополита Виталия (Устинова), запретил архимандрита Гурия в священнослужении:

11/24 октября 1991 года, Архиерейский Собор Русской Православной Церкви Заграницей имел суждение: О Вашем самочинном присвоении епископского сана, будучи катакомбным клириком в ведении Российской Православной Свободной Церкви, от рук греческих епископов, нашей Церковью не признанных каноничными. Так называемые епископы, имеющие местожительство в Преображенском монастыре, в г. Бостоне (США), и совершившие над Вами т. н. хиротонию, возглавляют епархию, состоящую в основном из бывших клириков Русской Православной Церкви Заграницей, запрещённых в священнослужении и лишённых сана. Кроме того, глава сего церковного объединения, т. н. архиепископ Авксентий, проживающий в Греции, был в своё время лишён епископского сана Собором своих же архиереев.
Постановили: Запретить Вас в священнослужении, до раскаяния, за незаконное присвоение себе епископского звания от неканоничных епископов. Ваша хиротония не признаётся законной.

### Епископ Авксентиевского синода
После этого перешёл в юрисдикцию ИПХ Греции (Авксентиевский Синод), первоиерархом синода на то время являлся архиепископ Авксентий (Пастрас).
Для этого вновь выехал в США, где два месяца жил в старостильном Бостонском Преображенском монастыре. Паства архимандрита Гурия вошла в молитвенно-каноническое общение с греческими старостильниками-авксентиевцами и осталась в этой юрисдикции и после его кончины.
28 июля 1991 года был рукоположён в русском Свято-Воскресенском храме города Вустера (близ Бостона) во епископа Казанского. Хиротонию совершили: митрополит Кефалонийский Максим (Валлианатос), епископ Бостонский Ефрем (Спанос) и епископ Торонтский Макарий (Катре). Архиепископ Авксентий отказался участвовать в хиротонии по причине болезни. Архиерейский Собор РПЦЗ 24 октября 1991 года за это запретил архимандрита Гурия в священнослужении
В 1994 был создан Российский экзархат во главе с протоиереем Виктором Мелеховым (перешёл из РПЦЗ вслед за архимандритом Пантелеимоном), куда вошли бывшие священники РПЦЗ; Георгий Манухин из Евпатории, Николай Патрин из Дивеево, Олег Урюпин из Киева, при этом епископ Гурий (Павлов) получил титул Экзарха.
Скончался 7 января 1996 года на Рождество Христово, похоронен в Чувашии.